# Battlestar Galactica Collectible Card Game
De Battlestar Galactica Collectible Card Game is een ruilkaartspel gebaseerd op het Battlestar Galactica-franchise. Het spel werd gepubliceerd door WizKids, en kwam voor het eerst uit in mei 2006. In maart 2007 werd het spel echter officieel stopgezet.

## Doel
In het spel moeten twee of meer spelers proberen controle te krijgen over de koloniale vloot. Een speler verliest het spel indien zijn of haar invloed geheel is verdwenen. Om het spel te winnen moet een speler minimaal 20 punten aan invloed krijgen, of alle medespelers uitschakelen. Er is geen limiet aan het aantal spelers.
Spelers kunnen invloed verliezen door uitdagingen van andere spelers te verliezen, of door niet goed te reageren op een cylonaanval.

## Fases
Een beurt van een speler bestaat uit drie fases. Deze zijn als volgt:
1. Ready Phase – gedurende deze fase maken spelers reeds geactiveerde kaarten klaar, trekken twee nieuwe kaarten uit hun deck, en mogen dan een extra kaart spelen ter ondersteuning van de reeds gespeelde kaarten.
2. Execution Phase – spelers veranderen de positie van een kaart, activeren een extra mogelijkheid, dagen een tegenstander uit of gaan verder met een missie.
3. Cylon Phase – indien de waarde van de geactiveerde Cylonkaarten de waarde van de verdediging van de vloot overtreft, vallen de Cylons aan. Als dit gebeurt, moeten spelers proberen deze aanval af te slaan. Als ze hier niet toe in staat zijn, verliezen ze invloed over de vloot.

## Kaarttypes
- Bases – kaarten die geen deel uitmaken van het basisdeck van een speler. Elke speler onthult aan het begin van het spel een kaart uit deze categorie. De kaart bepaalt gedurende de rest van het spel een aantal factoren, zoals hoeveel invloed de speler aan het begin heeft en met wat voor kaarten hij of zij begint.
- Events – kaarten die gebeurtenissen omschrijven die van directe invloed zijn op het spel.
- Personnel – kaarten met daarop personages uit de televisieseries.
- Missions – kaarten met daarop missies die de speler kan proberen te volbrengen.
- Ships – kaarten met daarop ruimteschepen uit de televisieseries.

## Deck compositie
Het dek van een speler moet minimal 60 kaarten bevatten, met niet meer dan vier exemplaren van dezelfde kaart. Kaarten met dezelfde titel maar een andere omschrijving staan los van elkaar. Spelers moeten ook minimaal 1 kaart uit de Bases-groep bezitten. Deze kaart valt niet onder het 60 kaarten minimum.

## Stopzetting
Op de website van Wizkids werd op 13 maart 2007 officieel aangekondigd dat het Battlestar Galactica kaartspel niet meer zou worden uitgebracht. Wel bestaat er nog een online-versie van het spel.